# Episodi di Balthazar (quinta stagione)
La quinta e ultima stagione della serie televisiva Balthazar, composta da 6 episodi, è stata trasmessa in prima visione nella Svizzera francese dal 17 gennaio 2023 al 31 gennaio 2023 su RTS Un, in Belgio dal 19 gennaio 2023 al 2 febbraio 2023 su La Une e in Francia dal 19 gennaio 2023 al 23 febbraio 2023 su TF1.
In Italia la stagione è stata trasmessa dal 31 ottobre 2023 al 14 novembre 2023 su Sky Investigation .
| n° | Titolo originale       | Titolo italiano       | Prima TV Svizzera | Prima TV Italia  |
| -- | ---------------------- | --------------------- | ----------------- | ---------------- |
| 1  | Marionnettes           | Il burattinaio        | 17 gennaio 2023   | 31 ottobre 2023  |
| 2  | Sous Influence         | Influenzati           | 17 gennaio 2023   | 31 ottobre 2023  |
| 3  | La bombe humaine       | La bomba umana        | 24 gennaio 2023   | 7 novembre 2023  |
| 4  | La vérité est ailleurs | La verità è altrove   | 24 gennaio 2023   | 7 novembre 2023  |
| 5  | Famille parfaite       | Una famiglia perfetta | 31 gennaio 2023   | 14 novembre 2023 |
| 6  | Game over              | Game over             | 31 gennaio 2023   | 14 novembre 2023 |